# 프티마르티니크섬

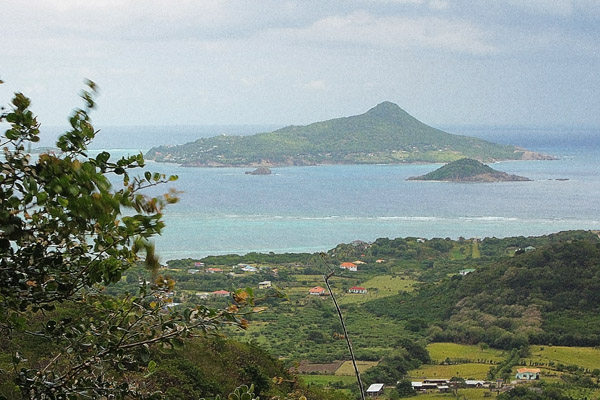

프티마르티니크섬(Petite Martinique)은 카리브해 남동부 그레나딘 제도에 위치한 그레나다의 섬으로 면적은 2.37km2, 인구는 900명이다. 카리아쿠섬에서 5km 정도 떨어진 곳에 위치한다.